# Lac-Baker
Pour les articles homonymes, voir Lac Baker.
Ne doit pas être confondu avec Lac Baker ou Paroisse de Lac-Baker.
Lac-Baker est un ancien village canadien du comté de Madawaska, au nord-ouest du Nouveau-Brunswick. Il a été fusionné, le 1er janvier 2023, à l'entité municipale de Haut-Madawaska.

## Toponyme
Le village est nommé d'après sa position sur la rive sud du lac Baker. Le lac est nommé en l'honneur de John Baker[Lequel ?], fondateur du village Baker Brook qui plus tard découvrira le lac.

## Géographie

Situation de Lac-Baker dans le comté de Madawaska

### Situation
Le village de Lac-Baker est situé dans le comté de Madawaska à l'ouest de la province du Nouveau-Brunswick. Il est situé à une distance de 35 km à l'ouest d'Edmundston tout près de la frontière avec la province de Québec vis-à-vis les municipalités de St-Jean-de-la-Lande dont ne partie du lac est situé dans cette dernière et de Saint-Marc-du-Lac-Long de la municipalité régionale de comté du Témiscouata.  route 120 traverse Lac-Baker sur un axe nord - sud pour devenir la route 289 au Québec. Lac-Baker est situé à 10 km au nord à vol d'oiseau de la frontière américaine. Le village a une superficie de 4,02 kilomètres carrés.
Lac-Baker est généralement considérée comme faisant partie de l'Acadie, quoique l'appartenance des Brayons à l'Acadie fasse l'objet d'un débat.

### Logement
Le village comptait 102 logements privés en 2006, dont 60 occupés par des résidents habituels. Parmi ces logements, 83,3 % sont individuels, 0,0 % sont jumelés, 0,0 % sont en rangée, 0,0 % sont des appartements ou duplex et 16,7 % sont des immeubles de moins de cinq étages. 75,0 % des logements sont possédés alors que 25,0 % sont loués. 100,0 % ont été construits avant 1986 et 0,0 % ont besoin de réparations majeures. Les logements comptent en moyenne 6,7 pièces et 0,0 % des logements comptent plus d'une personne habitant par pièce. Les logements possédés ont une valeur moyenne de 63 735 $, comparativement à 119 549 $ pour la province.

## Histoire

### Origines
Lac-Baker est fondé par Firmin Soucy en 1855. Plusieurs familles s'établissent jusqu'en 1871. La première route est construite en 1874. La première école et la première église sont ouvertes en 1875. Le village prend de l'expansion grâce à la Free Grants Act (Loi sur les concessions gratuites). L'église actuelle est inaugurée en 1901.

### XXesiècle
L'économie du village est durement touchée par la Grande Dépression, en 1929. La caisse populaire est fondée en 1940. L'école est détruite dans un incendie en 1945. Quatre personnes se noient en 1948. Lac-Baker est constitué en municipalité le 2 octobre 1967. Le poste de maire est vacant à partir de 1995 mais Jocelyn Albert est élu par acclamation le 14 octobre 1996 lors d'une réunion organisée par le ministère responsable.

### Plébiscite
Lors d'un plébiscite organisé en décembre 2006, la population rejeta la proposition d'annexer une partie du DSL la Paroisse de Lac-Baker au village. Pour cette raison, tout le conseil municipal démissionna le 31 janvier 2007. C'était la troisième fois dans l'histoire municipale que tout un conseil démissionne à cause du rejet d'une telle proposition. Un administrateur fut nommé par le gouvernement provincial, en attendant les élections tenues le 7 mai 2007. Lors d'un autre plébiscite, organisé le 3 décembre 2007, la population du DSL vota en faveur de la proposition,.

### Congrès mondial acadien
Lac-Baker est l'une des localités organisatrices du Ve Congrès mondial acadien en 2014.

## Démographie
| 1981 | 1986 | 1991 | 1996 | 2001 | 2006 | 2011 |
| ---- | ---- | ---- | ---- | ---- | ---- | ---- |
| 292  | 252  | 229  | 226  | 226  | 169  | 719  |

| 2016 | - | - | - | - | - | - |
| ---- | - | - | - | - | - | - |
| 690  | - | - | - | - | - | - |

## Économie
Entreprise Madawaska, membre du Réseau Entreprise, a la responsabilité du développement économique.
Il y a une succursale de la Caisse populaire Trois-Rives, basée à Edmundston et membre d'UNI Coopération financière.

## Administration
(juillet 2016).

### Conseil municipal
Le conseil municipal est formé d'un maire et de quatre conseillers généraux. Le conseil précédent est formé à la suite de l'élection du 12 mai 2008. Un second dépouillement doit toutefois avoir lieu le 26 mai suivant, où la victoire du conseiller Adrien Banville est reconnue. Le conseiller Danny Nadeau est élu lors d'une élection partielle tenue le 26 octobre 2009. Le conseil municipal actuel est élu lors de l'élection quadriennale du 14 mai 2012. Bernard Soucy est finalement élu à l'élection partielle du 12 mai 2014.
Conseil municipal actuel
| Mandat      | Fonctions            | Nom(s)          |
| ----------- | -------------------- | --------------- |
| 2012 - 2016 | Maire                | Louis Chouinard |
| 2012 - 2016 | Conseillers généraux |                 |

Anciens conseils municipaux
| Mandat      | Fonctions   | Nom(s)                                                        |
| ----------- | ----------- | ------------------------------------------------------------- |
| 2008 - 2012 | Maire       | Jean-Marc Nadeau                                              |
| 2008 - 2012 | Conseillers | Adrien Banville, (poste vacant), Alpha Nadeau, Guildo Nadeau. |

| Période    | Période         | Identité         | Étiquette | Qualité   |
| ---------- | --------------- | ---------------- | --------- | --------- |
| 1969       | 197?            | Lionel Emond     |           |           |
| 1995       | 1995            | Jean-Marc Nadeau |           |           |
| 1996       | 2001            | Jocelyn Albert   |           |           |
| 2001       | 31 janvier 2007 | Ronald Soucy     |           | Démission |
| 7 mai 2007 | 2012            | Jean-Marc Nadeau |           |           |
| 2012       | 2016            | Alpha Nadeau     |           |           |
| 2016       | 2021            | Louis Chouinard  |           |           |

### Commission de services régionaux
Lac-Baker fait partie de la Région 1, une commissions de services régionaux (CSR) devant commencer officiellement ses activités le 1er janvier 2013. Lac-Baker est représenté au conseil par son maire. Les services obligatoirement offerts par les CSR sont l'aménagement régional, la gestion des déchets solides, la planification des mesures d'urgence ainsi que la collaboration en matière de services de police, la planification et le partage des coûts des infrastructures régionales de sport, de loisirs et de culture; d'autres services pourraient s'ajouter à cette liste.

### Représentation et tendances politiques
Lac-Baker est membre de l'Association francophone des municipalités du Nouveau-Brunswick.
 Nouveau-Brunswick: Lac-Baker fait partie de la circonscription provinciale de Madawaska-les-Lacs, qui est représentée à l'Assemblée législative du Nouveau-Brunswick par Yvon Bonenfant, du Parti progressiste-conservateur. Il fut élu en 2010.
 Canada: Lac-Baker fait partie de la circonscription fédérale de Madawaska—Restigouche, qui est représentée à la Chambre des communes du Canada par Jean-Claude D'Amours, du Parti libéral. Il fut élu lors de la 38e élection générale, en 2004, puis réélu en 2006 et en 2008.

## Vivre à Lac-Baker
Lac-Baker possède une caserne de pompiers et un bureau de poste. Le détachement de la Gendarmerie royale du Canada le plus proche est toutefois à Clair. Le poste d'Ambulance Nouveau-Brunswick le plus proche est plutôt à Saint-François-de-Madawaska. L'hôpital régional d'Edmundston dessert la région.
Le parc municipal bénéficie d'une aire de pique-nique, d'une cantine, d'un terrain de jeux, de deux terrains de volley-ball et un terrain de tennis. La plage d'eau douce, non surveillée, dispose de toilettes et de vestiaires. Les activités nautiques et la pêche sportive sont pratiqués sur le lac. Le premier triathlon du Nouveau-Brunswick est d'ailleurs organisé au village.
Les francophones bénéficient du quotidien L'Acadie nouvelle, publié à Caraquet, ainsi qu'à l'hebdomadaire L'Étoile, de Dieppe. Ils ont aussi accès aux hebdomadaires Le Madawaska et La République, d'Edmundston. Les anglophones bénéficient des quotidiens Telegraph-Journal, publié à Saint-Jean, et The Daily Gleaner, publié à Fredericton.

### Religion
L'église catholique romaine Saint-Thomas-d'Aquin est le siège de la paroisse du même nom. Elle fait partie de l'unité pastorale l'Emmanuel, elle-même comprise dans le diocèse d'Edmundston.
La mission de Saint-Thomas-d'Aquin est érigée en 1886; elle est desservie par les curés de Clair et de Saint-François-de-Madawaska. La paroisse Saint-Thomas-d'Aquin est fondée en 1904.
Missionnaires
- Phydime Paradis, 1886-1889
- Antoine Comeau, 1889-1890
- Israël-Norbert Dumont, 1890-1893
- Georges Gauvin, 1893-1901
- Israël-Norbert Dumont, 1901-1904

Curés résidents
- Martin L. Richard, 1904-1937
- Félix Morneault, 1937-1945
- Lionel Daigle, 1945-1951
- Narcisse Gagnon, 1951-1954
- Urbain Lang, 1954-1968
- Adrien Martin, 1968-1971
- Benoît Rossignol, 1971-1972
- Benoît Bossé, 1972-1989
- Lucien Lévesque, 1989-1996
- Jean-Marie Martin, 1996-2007
- Whalen Bossé, 2007-

## Culture

### Langues
Selon la Loi sur les langues officielles, Lac-Baker est officiellement francophone puisque moins de 20 % de la population parle l'anglais.

### Personnalités
- Yvon Bonenfant, né à Lac-Baker, député de Madawaska-les-Lacs à l'Assemblée législative du Nouveau-Brunswick depuis 2010;
- Jean-Marie Nadeau, né à Lac-Baker en 1948, activiste, journaliste et syndicaliste.
- Huguette Smyth (1952-2011), écrivaine.